# Leifite
La leifite è un minerale appartenente al gruppo dei tettosilicati.

## Origine e giacitura
Il minerale è stato scoperto nel 1915 e prende il nome dall'esploratore Leif Erikson, esploratore che visse verso l'anno 1000 e probabilmente raggiunse il Nord America (500 anni prima di Cristoforo Colombo).
Il minerale è ammirabile nella Groenlandia, Russia, Norvegia e a Mont-Saint-Hilaire in Canada.
Sono inoltre presenti campioni di leifite all'Università di Copenaghen e al Museo Nazionale di Storia Naturale a Washington.

## Abito cristallino con cui si presenta in natura
Come tutti i tectosilicati, presenta una struttura con al centro tetraedri di silicio e alluminio e con ai vertici atomi di ossigeno.

## Forma e proprietà ottiche
Il minerale è in genere bianco o incolore con una striscia bianca e una vitrea o setosa lastra.
La leifite è un minerale duro (grado n.6 di durezza nella Scala di Mohs) con un peso specifico di 2,6 g .
Esso è fragile e in caso di frattura il minerale si presenta in schegge uniformi.
Esso è monoassiale (+) e non luminescente

## Curiosità
Esiste un minerale appartenente ai tectosilicati scoperto nel 2001 chiamato eirikite che prende il nome dall'esploratore Eirik Raude detto "Il Rosso", scopritore della Groenlandia nonché padre di Leif Erikson.